# 양현정
양현정(梁鉉正, 1977년 7월 25일 ~ )은 대한민국의 전 축구 선수 및 지도자이며, 현재 동티모르 축구 국가대표팀 16세 이하팀의 감독이다. 여자 축구 선수 출신인 송주희와 결혼하였다.

### 선수 경력
2000년, 전북 현대 모터스에서 프로 선수 경력을 시작하여 K리그 신인선수상을 수상하였다.

## 수상

### 개인 수상
- K리그 신인선수상 : 2000